# Arie van Oosten
Arie van Oosten (Bergschenhoek, 13 oktober 1785 - Noord-Waddinxveen, 2 juni 1866) was een Nederlandse schout en burgemeester.

## Leven en werk
Van Oosten werd in 1785 in Bergschenhoek geboren als zoon van Johannes van Oosten en van Lijdia de Kater. Hij vestigde zich in 1817 in Waddinxveen waar hij benoemd was in de functie van schout van de toenmalige gemeente Noord-Waddinxveen. In 1825 werd de functie van schout omgezet in die van burgemeester. Van Oosten zou gedurende een periode van ruim 40  jaar, met een korte onderbreking van twee jaar van 1852 tot 1854, aan het hoofd staan van de gemeente. In 1833 werd hij ook burgemeester van de toenmalige gemeente Zuid-Waddinxveen. Hij vervulde tevens de functie van secretaris van de beide gemeenten. In 1852 werd hij ontslagen als burgemeester en opgevolgd door de latere burgemeester van Gouda Albertus Adrianus van Bergen IJzendoorn. In 1854 werd hij echter weer herbenoemd tot burgemeester van Noord- en Zuid-Waddinxveen.
Van Oosten was gehuwd met Sara Maria Langeveld. Hij overleed in juni 1866 op 80-jarige leeftijd in zijn woonplaats Noord-Waddinxveen.
In de hervormde Brugkerk van Waddinxveen bevindt zich nog een van de drie kroonlampen, die door Van Oosten aan de kerk werden geschonken. Van Oosten woonde in een huis aan de Gouwe, bij de Nessesluis. Na zijn overlijden zou deze woning in 1868 omgebouwd worden tot school, de "Sluisjesschool", de eerste  school van het Christelijk Nationaal Schoolonderwijs in Waddinxveen.